# 탄두르빵
탄두르빵(Tandoor bread)은 "탄두르"라 불리는 진흙 오븐에서 구워지는 납작빵의 종류이다. 탄두르로 구운 빵의 총칭이기도 하다.
파키스탄에서는 카이베르파크툰크와 주와 펀자브 주 지방에서 이 빵이 특히 유명하며 이는 난을 탄두르로 굽는 관습의 영향이 큰 것으로 알려져 있다. 이 탄두르에 구운 난들은 탄두리 난으로 불린다.

## 같이 보기
- 라바시
- 난 (빵)
- 탄두르
- 파키스탄 요리
- 인도 요리
- 납작빵
- 타분빵